# کیچی نانبا
کیچی نانبا (انگلیسی: Keiichi Nanba; ۲۶ اوت ۱۹۵۷ – ) صداپیشگی در ژاپن، و بازیگر اهل ژاپن بود.